# Catagramma
Catagramma är ett släkte av fjärilar. Catagramma ingår i familjen praktfjärilar.

## Bildgalleri

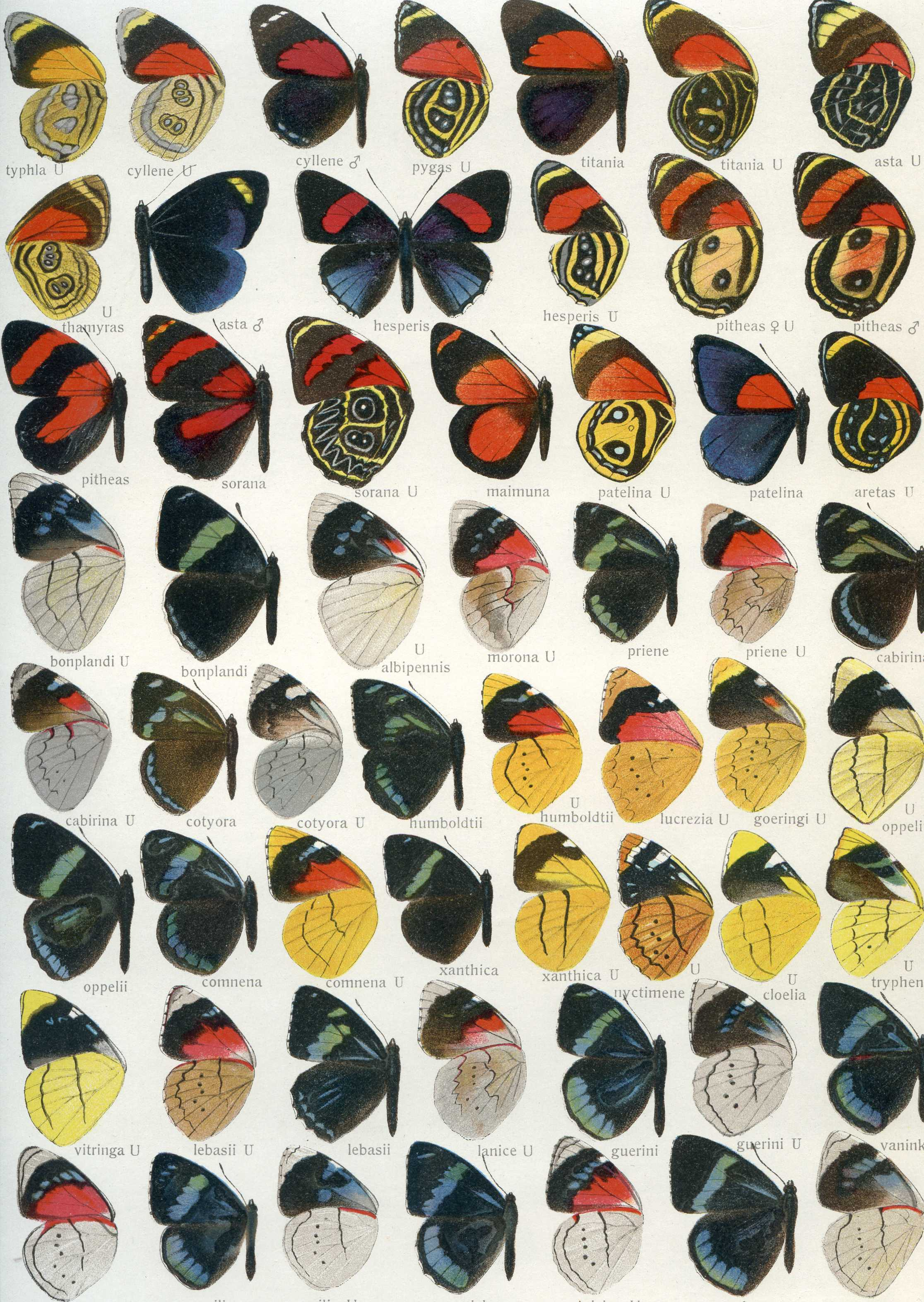
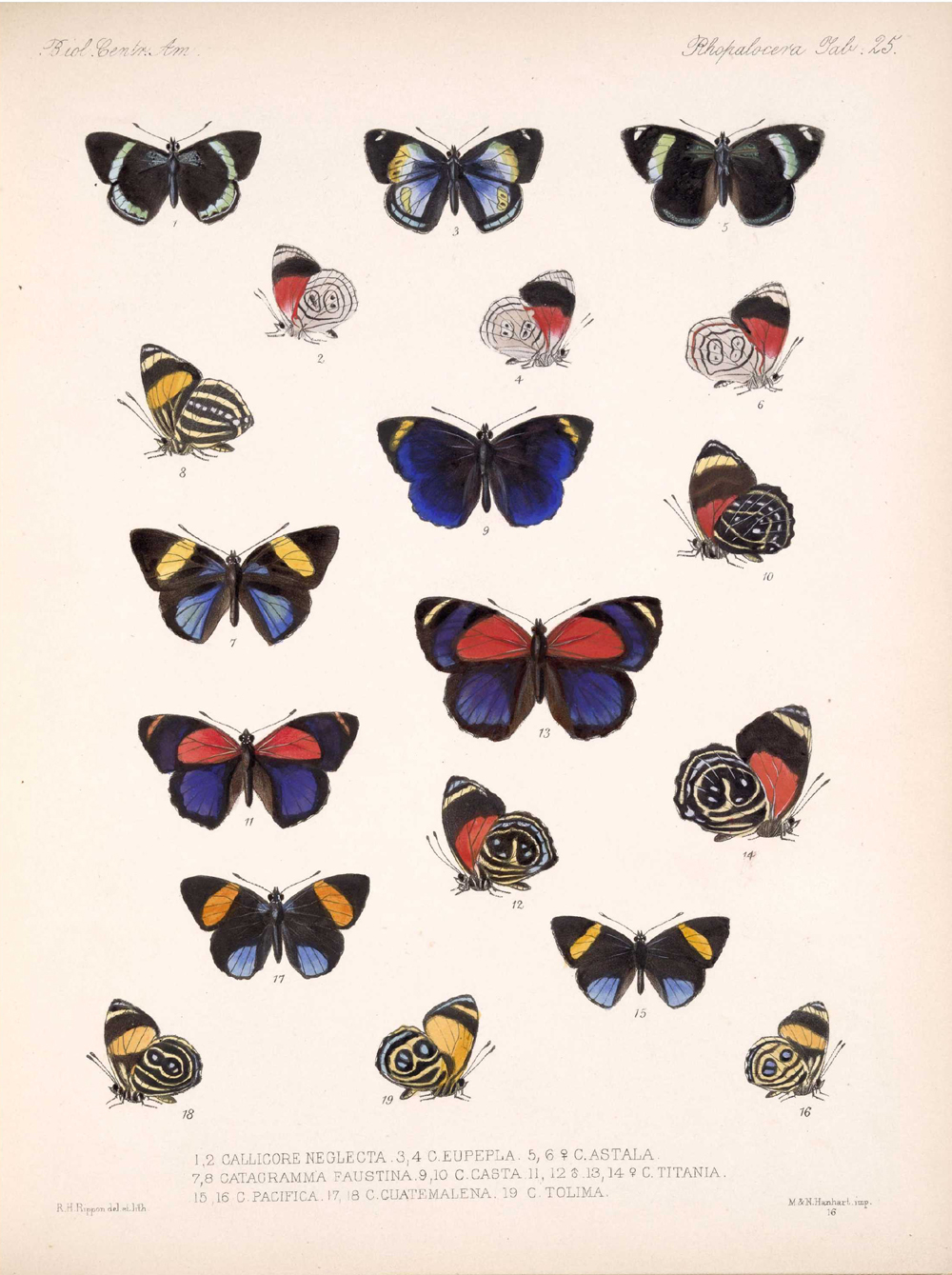

## Dottertaxa tillCatagramma, i alfabetisk ordning[1]
- Catagramma acreensis
- Catagramma aegina
- Catagramma aerias
- Catagramma agrianes
- Catagramma albifasciata
- Catagramma albipunctata
- Catagramma alcibiades
- Catagramma amastris
- Catagramma amazona
- Catagramma angustifascia
- Catagramma antillena
- Catagramma aphidna
- Catagramma aphidnella
- Catagramma apollinaris
- Catagramma aretas
- Catagramma arirambae
- Catagramma asta
- Catagramma astarte
- Catagramma astartoides
- Catagramma atacama
- Catagramma ataces
- Catagramma audofleda
- Catagramma aurantiaca
- Catagramma bari
- Catagramma bassleri
- Catagramma biedermanni
- Catagramma brome
- Catagramma bugaba
- Catagramma cajetani
- Catagramma callaecia
- Catagramma camelita
- Catagramma cantinela
- Catagramma carmania
- Catagramma casta
- Catagramma catharinensis
- Catagramma centralis
- Catagramma chiriguana
- Catagramma claudinides
- Catagramma cobaltinus
- Catagramma codomannus
- Catagramma coerulea
- Catagramma columbiana
- Catagramma concolor
- Catagramma confluens
- Catagramma coruscans
- Catagramma cruenta
- Catagramma cuyaba
- Catagramma cyclops
- Catagramma cyllene
- Catagramma cynosura
- Catagramma daguana
- Catagramma delmas
- Catagramma denina
- Catagramma discoidalis
- Catagramma discrepans
- Catagramma dubiosa
- Catagramma dulima
- Catagramma elatior
- Catagramma eucale
- Catagramma eunomia
- Catagramma excelsa
- Catagramma excelsior
- Catagramma excelsissima
- Catagramma exultans
- Catagramma fabricii
- Catagramma fassli
- Catagramma faustina
- Catagramma felderi
- Catagramma fervidior
- Catagramma flava
- Catagramma fournierae
- Catagramma fulva
- Catagramma gehleni
- Catagramma goyazae
- Catagramma guatemalena
- Catagramma hades
- Catagramma heraclitus
- Catagramma heroica
- Catagramma hesperia
- Catagramma hesperis
- Catagramma horstii
- Catagramma hydarnis
- Catagramma hydaspes
- Catagramma hyponigra
- Catagramma hystaspes
- Catagramma idas
- Catagramma incarnata
- Catagramma ines
- Catagramma inferior
- Catagramma infernalis
- Catagramma kayei
- Catagramma klugi
- Catagramma lamprolensis
- Catagramma larseni
- Catagramma latimargo
- Catagramma latona
- Catagramma lepta
- Catagramma levi
- Catagramma lilliputa
- Catagramma lyca
- Catagramma lycaonis
- Catagramma lyrophila
- Catagramma macrifasciata
- Catagramma madeirensis
- Catagramma magnifica
- Catagramma maimuna
- Catagramma manova
- Catagramma maroma
- Catagramma martini
- Catagramma mauensis
- Catagramma maximilla
- Catagramma mellyi
- Catagramma mena
- Catagramma menesa
- Catagramma mengeli
- Catagramma michaeli
- Catagramma micheneri
- Catagramma miles
- Catagramma militaris
- Catagramma mionina
- Catagramma moronensis
- Catagramma neocles
- Catagramma oberthueri
- Catagramma obidensis
- Catagramma ockendeni
- Catagramma oculata
- Catagramma odilia
- Catagramma ophis
- Catagramma ornata
- Catagramma otheres
- Catagramma pacifica
- Catagramma pallescens
- Catagramma paragrias
- Catagramma parima
- Catagramma pastazza
- Catagramma patelina
- Catagramma paulistanus
- Catagramma pauper
- Catagramma peralta
- Catagramma peregrinata
- Catagramma peristera
- Catagramma peruvicola
- Catagramma peruviensis
- Catagramma philomena
- Catagramma pitheas
- Catagramma polypygas
- Catagramma preta
- Catagramma pujoli
- Catagramma pulchra
- Catagramma pygas
- Catagramma pyracmon
- Catagramma pyracmonides
- Catagramma quirina
- Catagramma reducta
- Catagramma reflexa
- Catagramma robertus
- Catagramma rondoni
- Catagramma rosaeprivata
- Catagramma rubra
- Catagramma rutila
- Catagramma salamis
- Catagramma salvadorensis
- Catagramma sanguinea
- Catagramma selima
- Catagramma sigillata
- Catagramma sinamara
- Catagramma sorona
- Catagramma speciosa
- Catagramma splendens
- Catagramma splendida
- Catagramma staudingeri
- Catagramma sticheli
- Catagramma stratiotes
- Catagramma strympli
- Catagramma sublimbalis
- Catagramma superba
- Catagramma texa
- Catagramma texotitania
- Catagramma thamyras
- Catagramma titania
- Catagramma tolima
- Catagramma transversa
- Catagramma triteia
- Catagramma typhla
- Catagramma uaupensis
- Catagramma vincenti
- Catagramma vindex
- Catagramma zelphanta
- Catagramma zerynthia
- Catagramma zonata
- Catagramma zyxina